# Misaki Kuno
Misaki Kuno (久野 美咲, Kuno Misaki), née le 19 janvier 1993 à Tokyo est une actrice et seiyū japonaise.

## Rôles

### Anime
2010
- Ore no Imōto ga Konna ni Kawaii Wake ga Nai : Bridget Evans

2012
- Black Rock Shooter : Hiro Kunoi

2013
- Ore no Imōto ga Konna ni Kawaii Wake ga Nai : Bridget Evans
- Galilei Donna : Grande Rosso
- Day Break Illusion : Cerebrum
- Mondaiji-tachi ga Isekai Kara Kuru Sō Desu yo? : Melln
- Ro-Kyu-Bu! SS : Mimi Balguerie
- Log Horizon : Serara

2014
- Kanojo ga Flag wo Oraretara : Kurumiko Daishikyougawa
- Noragami : Hinaha, Keiichi Ono
- Log Horizon 2 : Serara
- Strike the Blood : Lydianne Didieh
- World Conquest Zvezda Plot : Kate Hoshimiya/Lady Venera
- Selector Infected WIXOSS : Tama
- Ryūgajō Nanana no Maizōkin : Saki Yoshino
- The Irregular at Magic High School : Nanami Kasuga
- Nanatsu no Taizai : Hawk
- Kaito Joker : Roko
- Selector infected WIXOSS : Tama
- Selector spread WIXOSS : Tama

2015
- Durarara!!x2 Shou : Akane Awakusu
- Durarara!!x2 Ten : Akane Awakusu
- Noragami Aragoto : Hinaha
- Robot Girls Z+ : Pon-chan
- Plastic Memories : Nina
- Senki Zesshō Symphogear GX : Elfnein
- The Idolmaster Cinderella Girls 2nd Season : Nina Ichihara
- Lupin the Third Part IV : Carla Gautieri

2016
- Myriad Colors Phantom World : Kurumi Kumamakura
- Big Order : Sena Hoshimiya
- Kiznaiver : Nico Niyama
- Dimension W : Debbie Eastriver
- Kamiwaza Wanda : Yui
- Rilu Rilu Fairilu : Powawa
- Gyakuten Saiban: Sono "Shinjitsu", Igiari! : Ayasato Harumi
- Nanatsu no Taizai Seisen: no Shirushi : Hawk
- Big Order (TV) : Hoshimiya Sena
- 3-gatsu no Lion : Kawamoto Momo
- Selector destructed WIXOSS : Tama

2017
- Chō Shōnen Tantei-dan NEO : Noro-chan
- Battle Girl High School  : Sakura Fujimiya
- Monster Hunter Stories: Ride On : Nuts
- Sagrada Reset : Kurakawa Mari
- 3-gatsu no Lion 2 : Kawamoto Momo

2018
- Nanatsu no Taizai: Imashime no Fukkatsu : Hawk
- Dragon Pilot: Hisone and Masotan : Hisone Amakasu
- Lostorage conflated WIXOSS : Tama
- Happy Sugar Life : Shio

2021
- Non Non Biyori Nonstop : Shiori

### OAV
2010
- Black Rock Shooter : Mato

2015
- Nanatsu no Taizai OAV : Hawk
- Big Order : Hoshimiya Kate

### Court Métrage
2014
- Ookii 1 Nensei to Chiisana 2 Nensei : Mariko

### Films
2010
- King of Thorn : Alice

2015
- Go! Princess PreCure The Movie: Go! Go!! Splendid Triple Feature!!! : Pan

2016
- Selector destructed WIXOSS : Tama

2017
- The Ancient Magus' Bride: Those Awaiting a Star Part 3

2018
- Maquia: When the Promised Flower Blooms : Medmel

### Jeux vidéo
2014
- Granblue Fantasy : Camieux

2015
- Dai Gyakuten Saiban : Iris Watson
- Mighty No. 9 : Cryosphere
- Battle Girl High School : Sakura Fujimiya
- Kantai Collection : Littorio/Italia, Roma, Takanami

2016
- Pokémon X and Y : Minidraco et Draco
- Pokémon GO : Minidraco et Draco

2017
- Xenoblade Chronicles 2 : Poppi (Japanese: ハナ, Hana)

2020
- Genshin Impact : Klee
- Fire Emblem Heroes : Mirabilis, Safy